# Nichel
Nichelul (simbol: Ni, număr atomic: 28) este un metal răspândit în diverse substanțe chimice și aliaje, constituind circa 0,008 % din scoarța Pământului. Acest lucru face ca omul să fie încontinuu expus la acest metal. Nichelul este corodat de transpirație, salivă și alte lichide secretate de organism. Incidența alergiei la nichel în populația generală este de circa 30 %, cu o netă preponderență la femei. Sursele de expunere sunt: domestice, profesionale, iatrogene, accidentale și alimentare. Este un metal de culoare alb-cenușie, cu densitatea de 8900 Kg/m3, se topește la o temperatură de 1.455 °C. Ca proprietăți, este maleabil, ductil, tenace și se deformează plastic ușor la rece. Este rezistent la acțiunea substanțelor organice și anorganice, cu excepția celor care conțin sulf, și prezintă o mare rezistență la coroziunea atmosferică, de aceea e utilizat la galvanizare.
Este folosit în anumiți acumulatori electrici, de exemplu nichel-fier, cu electrolit alcalin, produși de Edison.

## Istoric
Istoria nichelului este asemănătoare cu cea a cobaltului. Este cunoscut încă din antichitate sub forma combinațiilor sale, dar la acea vreme nu s-a putut izola în forma sa metalică. Este răspândit în natură, dar mai comun este în meteoriți. Nichelul era utilizat încă din antichitate, fără a se ști de existența sa, sub formă de aliaje (bronzuri); în manuscrisele chinezești este menționat „cuprul alb” (aliaj al nichelului cu cuprul), cunoscut și sub numele de batung, folosit pe aceste meleaguri în jurul anilor 1700 - 1400 î.Hr.
În Germania medievală a fost găsit un minereu roșu în munții Erzgebirge (Munții Metaliferi), care semăna cu minereul de cupru. Dar atunci când minerii n-au reușit să extragă cupru din el, au dat vina pe un spirit răutăcios al mitologiei germane, Nickel (similar cu Old Nick) (chinuitor de cupru). Ei au numit minereul Kupfernickel, nichel de cupru, din germană de la Nickel și Kupfer = cupru. Azi minereul este cunoscut ca nichelină sau nicolit (combinație a nichelului cu arsen). În 1751 baronul Axel Fredrik Cronstedt a încercat să extragă cupru din minereul Kupfernickel, dar a obținut în schimb un metal alb, pe care l-a denumit după numele spiritului minereului, Nickel (nichel). În germana modernă Kupfernickel este un aliaj de cupru - nichel. După descoperirea  sa, singura sursă de nichel era minereul, dar în 1824 s-a obținut nichel și din emailul numit albastru de cobalt. Primul producător de nichel, la scară largă, a fost Norvegia.
În 1889 nichelul a fost introdus în producția de oțel, iar cererea de nichel s-a mărit. Pe parcursul anilor s-au descoperit mari zăcăminte de minereuri de nichel în Noua Caledonie (1865), bazinul Sudbury, Canada (1883), Norilsk - Talnakh, Rusia (1920) și Reef Merensky, Africa de Sud (1924). Aceasta a făcut ca nichelul să fie utilizat la scară largă.

## Proprietăți fizice și atomice

Configurația electronică a atomului de nichel

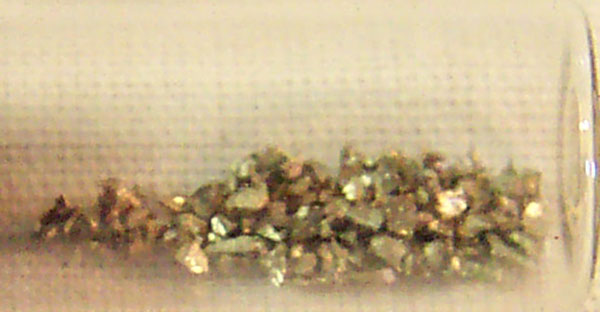
Nichel

Nichelul este un metal alb-cenușiu sau alb-argintiu, cu o tentă ușor gălbuie. Este unul dintre cele patru metale (alături de fier, cobalt și gadoliniu) care prezintă proprietăți magnetice. Nichelul este un metal tranzițional greu și ductil. Atomul de nichel are configurația electronică [Ni] 1s2  2s2 2p6 3s2 3p6 4s2 3d8

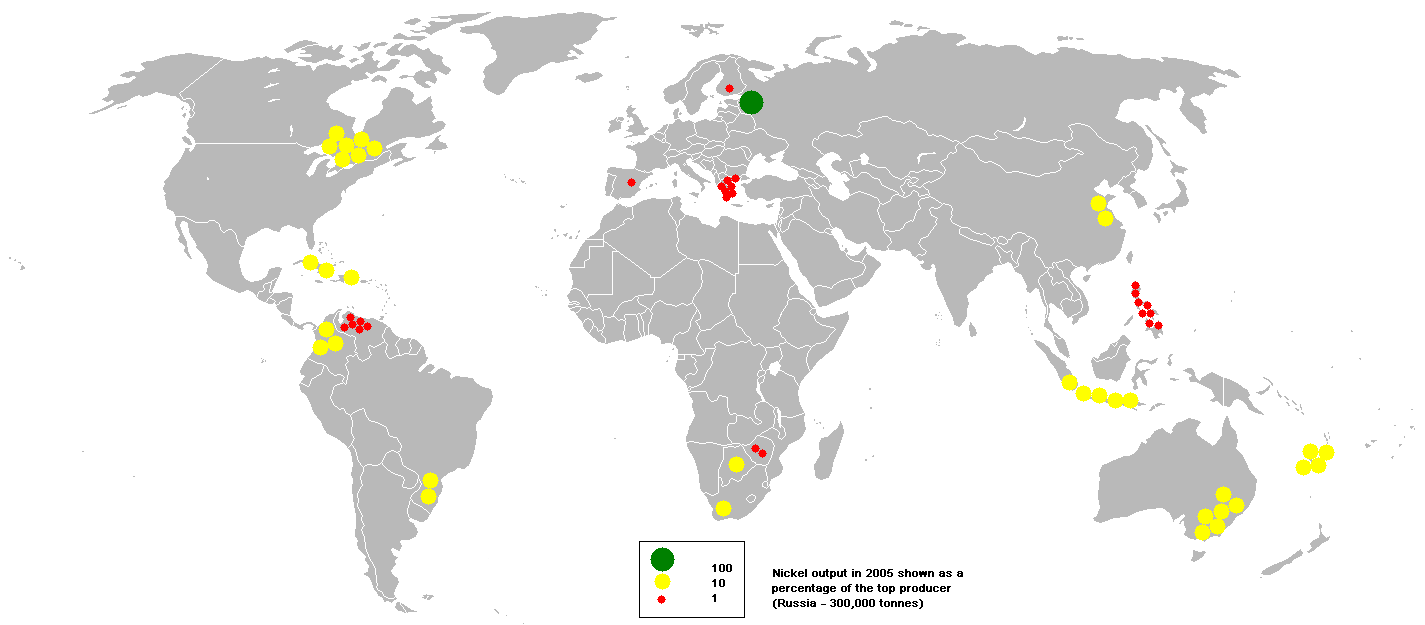
Harta distribuției globale a producției de nichel în 2005

### Izotopi ai nichelului
Nichelul apare în natură compus din 5 izotopi stabili: 58Ni, 60Ni, 61Ni, 62Ni și 64Ni. Dintre aceștia 58Ni este cel mai abundent izotop (68,077 %). Cel mai stabil izotop natural este 62Ni. Există și 18 radioizotopi, cel mai stabil fiind 59Ni, cu timp de înjumătățire de 760 ani, apoi 63Ni cu timpul de înjumătățire de 100 ani și 56Ni cu timp de înjumătățire de 6 zile, ceilalți izotopi radioactivi având timpi de înjumătățire cuprinși între 60 de ore și 30 de secunde.

## Aliaje
Principalele elemente de aliere sunt titanul, cromul, aluminiul, magneziul.

## Utilizări
Circa trei sferturi din producția mondială de nichel e utilizată la producerea oțelului inoxidabil și aliat. O zecime e utilizată în aliaje neferoase. Alte aplicații se referă la producerea de acumulatori electrici, inclusiv pentru vehicule electrice.